# Димельзе
Димельзе (нем. Diemelsee) — община в Германии, в земле Гессен. Подчиняется административному округу Кассель. Входит в состав района Вальдек-Франкенберг. Население составляет 5028 человек (на 31 декабря 2010 года). Занимает площадь 121,7 км².
Община подразделяется на 13 сельских округов.